# Waking the Fallen
Albums de Avenged Sevenfold
Warmness on the Soul
(2001) City of Evil
(2005)
Singles
Waking the Fallen est le deuxième album du groupe de heavy metal américain Avenged Sevenfold sorti le 26 août 2003. C'est le premier album avec le guitariste soliste Synyster Gates, déjà présent sur la réédition la chanson To End the Rapture de l'album précédent Sounding the Seventh Trumpet, et avec le bassiste Johnny Christ qui remplace Justin Sane suite à sa tentative de suicide. Ce line-up reste inchangé jusqu'à la mort du batteur The Rev en 2009. L'album s'est vendu à plus de cinquante mille exemplaires et a été certifié or le 15 juillet 2009 par la Recording Industry Association of America (RIAA).
Waking the Fallen installe le groupe comme l'une des nouvelles références de la scène metalcore américaine. Dès lors, Avenged Sevenfold est cité dans le Billboard Magazine ou encore dans le Boston Globe et participe au Vans Warped Tour,. Le clip de Unholy Confessions est diffusé sur les chaines musicales américaines et la chanson fait partie de plusieurs compilations. Waking the Fallen est reçu correctement par les critiques, et certains morceaux de l'album comme Unholy Confessions, Second Heartbeat et Chapter Four ont permis au groupe d'acquérir un nombre considérable de fans.
Le succès initial du groupe attire l'œil des maisons de disques et peu de temps après la sortie de Waking the Fallen, Avenged Sevenfold quitte Hopeless Records et la scène indépendante pour signer chez Warner Bros. Records.

## Caractéristiques artistiques

### Pré-Waking the Fallen

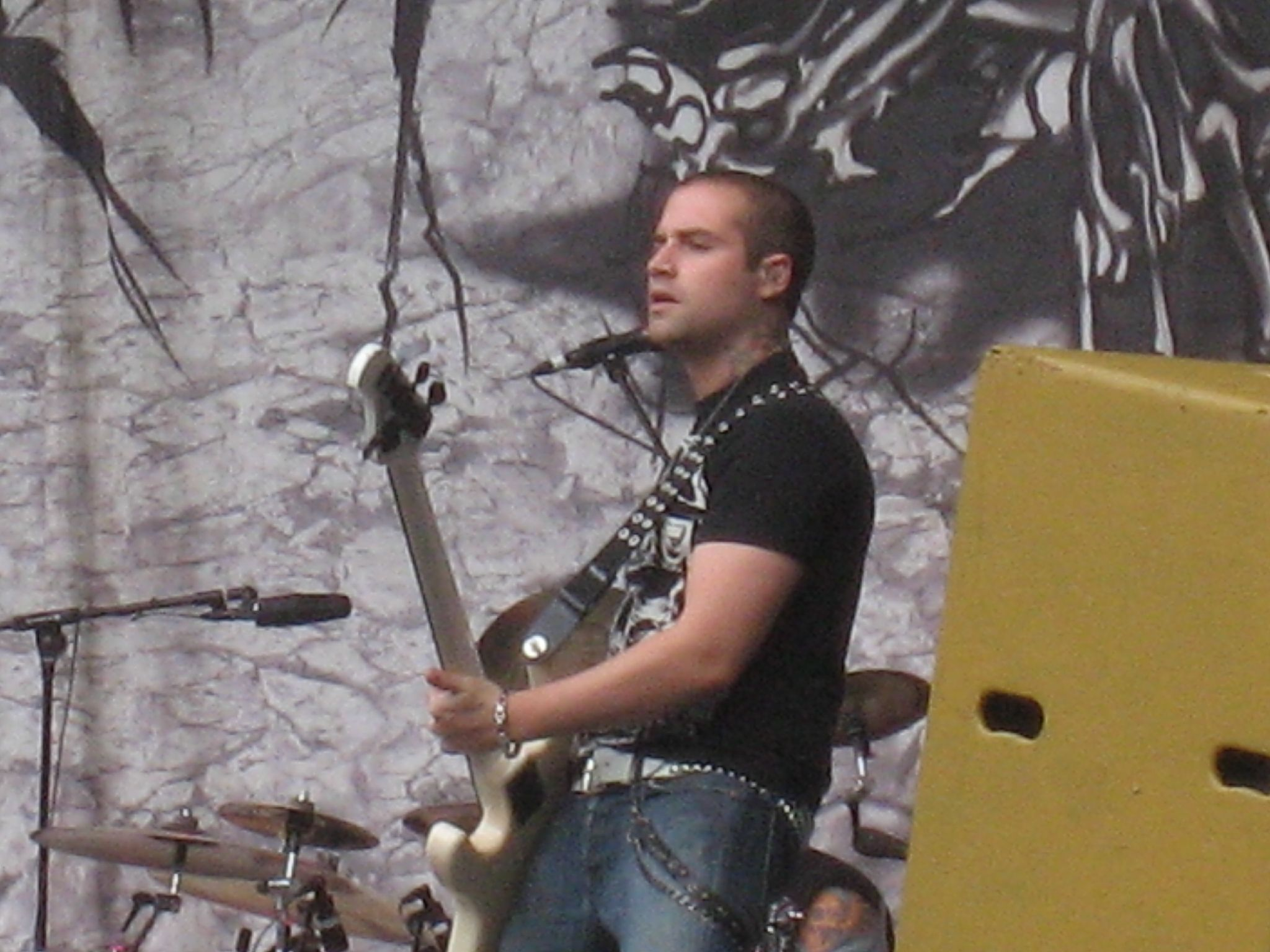
Johnny Christ, bassiste du groupe.

Formé en 1999 à Huntington Beach, en Californie, par quatre lycéens d'une école privée : M. Shadows, Zacky Vengeance, The Rev et Matt Wendt. Le groupe sort son premier album Sounding the Seventh Trumpet le 31 janvier 2001, au Westbeach Recorders à Hollywood, en Californie,, il sortit chez Good Life Recordings, avant de ressortir chez Hopeless Records, l'album est décrit comme du metalcore. Bien que les fans de metal, de hardcore et même d'emo accueillent bien l'album, les critiques sont mitigées pour ses riffs un peu mal maîtrisés, répétitif et le chant screamo maladroit de M. Shadows mais l'album proposait également un titre plus punk rock (Streets), un morceau piano rock (Warmness on the Soul) et un style plus proche du second album pour son côté mélodique (Shattered by Broken Dreams)

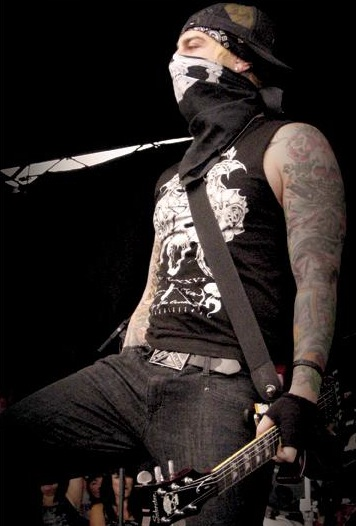
Zacky Vengeance, guitariste rythmique du groupe.

Avant le premier enregistrement, le premier bassiste Matt Wendt quitte brusquement le groupe et remplacé par Justin Sane, avec qui Sounding the Seventh Trumpet est enregistré. Il tente de mettre fin à ses jours avec du sirop contre la toux, (les chansons I Won't See You Tonight Pt.1 et 2 font référence à cet évènement). Fin 1999, lorsqu'il avait 18 ans, le guitariste Synyster Gates rejoint le groupe. La piste d'introduction "To End the Rapture" a été réenregistrée et l'album a ensuite été publié à nouveau chez Hopeless Records en 2002. Après plusieurs changements de bassiste, le groupe fait son choix et retient Johnny Christ. Avec ce nouveau line-up, le groupe se stabilise et entame l'écriture de son second album studio en 2002.

### Analyse des chansons
Voici une analyse des chansons de l'album :
- Waking The Fallen : Cette première chanson assez court parle du fait de réveiller les morts pour qu'ils aillent au paradis mais en réalité ils sont en enfer[22].
- Unholy Confessions : La chanson peut être interprétée comme le début d'une relation, ou un hymne d'un héros ou une héroïne qui a vaincu son ennemi, ou comme la fin d'une relation.
- Chapter Four : Comme dans Sounding the Seventh Trumpet, Chapter Four est une référence à un passage de la Bible : vient de l'histoire d'Abel et Caïn. Abel, qui est né d'Adam a été assassiné par son frère Caïn, qui est né de Lucifer. « L'Éternel lui dit : Si quelqu'un tuait Caïn, Caïn serait vengé sept fois. Et l'Éternel mit un signe sur Caïn pour que quiconque le trouverait ne le tuât point. »- Genèse 4:15[23]. La plupart des membres du groupe sont des élèves d'une école catholique, et la phrase Vengé sept fois est traduit en anglais par Avenged Sevenfold[24].
- Remenissions : Cette chanson semble être sur le thème de la guerre, et la possibilité pour l'homme d'en tuer un autre[25].

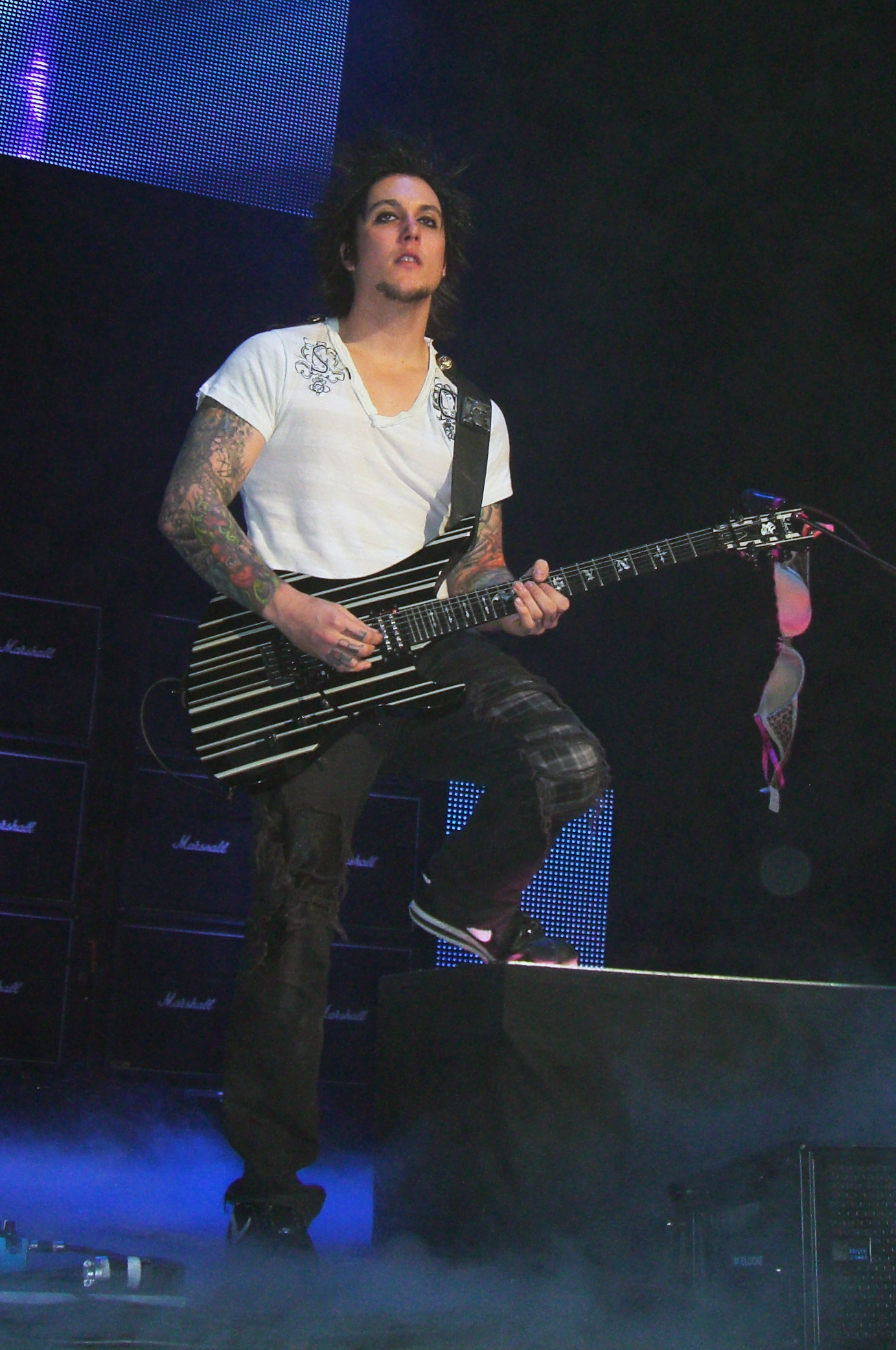
Waking The Fallen est le premier album complet avec Synyster Gates à la guitare solo.

- Desecrate Through Reverance : une chanson à caractère misanthrope et décrit un homme qui a été trahi et profané par ceux qui avant confiance[26].
- Eternal Rest : cette chanson parle de l'âme des gens et surtout des enfants et de revanches, pour ainsi dire, d'effrayer et détruire les autres.
- Second Heartbeat : Une chanson qui évoque la nostalgie, la personne qu'il aimait et l'enfance qui lui manque (narrateur) (« Left the childhood, left the memories, left the good times in the past ») et (« As time passes by, regrets for the rest of my life »).
- Radiant Eclipse : Cette chanson peut avoir comme sujet la mort ou la trahison d'un ami. Il commence par dire, et ensuite chante : «Two nights ago I was shot, a bullet sunk straight through my soul. a friend pulled the trigger that silenced me.» (Il y a deux jours j'ai été blessé, une balle enfoncé directement dans mon crâne, un ami a appuyé sur la gâchette qui me fait taire) puis I'll watch you call, calling for me, you can't bring back time, close your eyes or look away/ fate exposed and won't let me say. (Je te regarderai appeler, m'appeler, Tu ne peux pas remonter le temps, Fermes tes yeux ou regarde au loin, Le destin est révolu et il ne me laissera pas rester, L'espoir sera fini ce soir avec ses ailes cassées, Une entité descendante est en moi, On m'a enlevé la voix, Plus j'écoute, plus j'en ai à dire).
- I Won't See You Tonight : Cette chanson se comporte en 2 parties : La partie 1 est sur le suicide du point de vue de celui qui le commet. La deuxième partie est du point de vue d'un ami. La chanson a été clairement influencée par les chansons de Pantera "Suicide Note Pt.. 1" et "Suicide Note Pt.. 2."[21]. La première chanson à la thématique triste voire suicidaire, cette première partie est la seule chanson de l'album à ne pas contenir de chant "scream". Alors que la dernière peut se rapprocher du style de Slayer avec notamment utilisation de la DigiTech Whammy ce qui fait que cette partie est très violent.
- Clairvoyant Disease : La chanson décrit la fin du monde par la propagation d'une maladie et de ses symptômes, le narrateur demande vers la fin de la chanson à mourir vite.
- And All Things Will End est la dernière chanson et est ancré dans le thème de la fin du monde.

## Liste des chansons
| 1.    | Waking the Fallen            | 1:42 |
| 2.    | Unholy Confessions           | 4:43 |
| 3.    | Chapter Four                 | 5:42 |
| 4.    | Remenissions                 | 6:06 |
| 5.    | Desecrate Through Reverance  | 5:38 |
| 6.    | Eternal Rest                 | 5:12 |
| 7.    | Second Heartbeat             | 6:09 |
| 8.    | Radiant Eclipse              | 7:30 |
| 9.    | I Won't See You Tonight Pt.1 | 8:58 |
| 10.   | I Won't See You Tonight Pt.2 | 4:44 |
| 11.   | Clairvoyant Disease          | 4:59 |
| 12.   | And All Things Will End      | 7:40 |
| 68:33 |                              |      |

| Titres bonus de la version Deluxe iTunes | Titres bonus de la version Deluxe iTunes                | Titres bonus de la version Deluxe iTunes | Titres bonus de la version Deluxe iTunes | Titres bonus de la version Deluxe iTunes | Titres bonus de la version Deluxe iTunes | Titres bonus de la version Deluxe iTunes | Titres bonus de la version Deluxe iTunes | Titres bonus de la version Deluxe iTunes | Titres bonus de la version Deluxe iTunes |
| No                                       | Titre                                                   | Durée                                    |                                          |                                          |                                          |                                          |                                          |                                          |                                          |
| ---------------------------------------- | ------------------------------------------------------- | ---------------------------------------- | ---------------------------------------- | ---------------------------------------- | ---------------------------------------- | ---------------------------------------- | ---------------------------------------- | ---------------------------------------- | ---------------------------------------- |
| 13.                                      | Eternal Rest (Live from Ventura Theater - January 2004) | 5:28                                     |                                          |                                          |                                          |                                          |                                          |                                          |                                          |
| 14.                                      | Second Heartbeat (Demo Version)                         | 6:20                                     |                                          |                                          |                                          |                                          |                                          |                                          |                                          |
| 15.                                      | Unholy Confessions (music video)                        | 4:54                                     |                                          |                                          |                                          |                                          |                                          |                                          |                                          |
| 16.                                      | We Come Out at Night (live video at Warped Tour)        | 4:46                                     |                                          |                                          |                                          |                                          |                                          |                                          |                                          |
| 90:01                                    |                                                         |                                          |                                          |                                          |                                          |                                          |                                          |                                          |                                          |

| Waking the Fallen: Resurrected | Waking the Fallen: Resurrected                                   | Waking the Fallen: Resurrected | Waking the Fallen: Resurrected | Waking the Fallen: Resurrected | Waking the Fallen: Resurrected | Waking the Fallen: Resurrected | Waking the Fallen: Resurrected | Waking the Fallen: Resurrected | Waking the Fallen: Resurrected |
| No                             | Titre                                                            | Durée                          |                                |                                |                                |                                |                                |                                |                                |
| ------------------------------ | ---------------------------------------------------------------- | ------------------------------ | ------------------------------ | ------------------------------ | ------------------------------ | ------------------------------ | ------------------------------ | ------------------------------ | ------------------------------ |
| 1.                             | Waking the Fallen: Resurrected                                   | 2:51                           |                                |                                |                                |                                |                                |                                |                                |
| 2.                             | Second Heartbeat (Alternate Version)                             | 6:20                           |                                |                                |                                |                                |                                |                                |                                |
| 3.                             | Chapter Four (Demo Version)                                      | 6:24                           |                                |                                |                                |                                |                                |                                |                                |
| 4.                             | Remenissions (Demo Version)                                      | 6:12                           |                                |                                |                                |                                |                                |                                |                                |
| 5.                             | I Won't See You Tonight (Part 1) (Demo Version)                  | 6:07                           |                                |                                |                                |                                |                                |                                |                                |
| 6.                             | I Won't See You Tonight (Part 2) (Demo Version)                  | 5:28                           |                                |                                |                                |                                |                                |                                |                                |
| 7.                             | Intro/Chapter Four (Live In Ventura)                             | 7:10                           |                                |                                |                                |                                |                                |                                |                                |
| 8.                             | Desecrate Through Reverence (Live In Pomona)                     | 5:44                           |                                |                                |                                |                                |                                |                                |                                |
| 9.                             | Eternal Rest (Live In Pomona)                                    | 5:17                           |                                |                                |                                |                                |                                |                                |                                |
| 10.                            | Unholy Confessions (Live In Ventura)                             | 5:16                           |                                |                                |                                |                                |                                |                                |                                |
| 11.                            | Second Heartbeat (Live In Ventura)                               | 7:08                           |                                |                                |                                |                                |                                |                                |                                |
| 12.                            | I Won't See You Tonight (Part 1) (Live In Ventura) (Titre bonus) | 8:38                           |                                |                                |                                |                                |                                |                                |                                |
| 13.                            | I Won't See You Tonight (Part 2) (Live In Ventura) (Titre bonus) | 4:58                           |                                |                                |                                |                                |                                |                                |                                |
| 77:24                          |                                                                  |                                |                                |                                |                                |                                |                                |                                |                                |

## Sortie et accueil

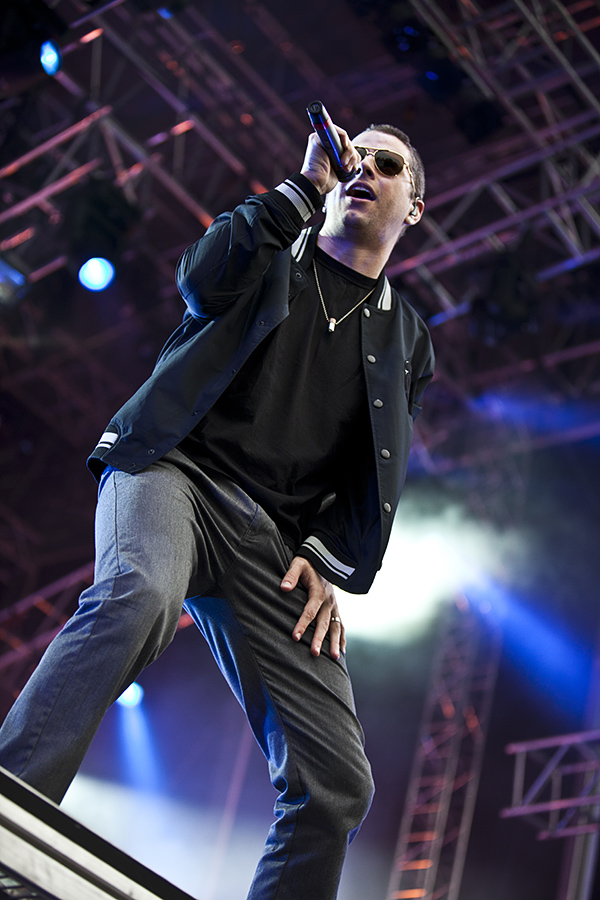
M. Shadows, chanteur du groupe.

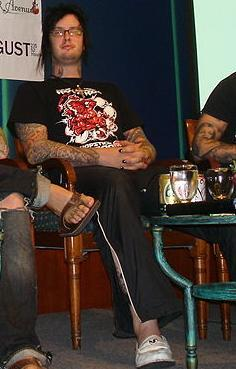
The Rev, batteur du groupe décède en 2009.

Il a reçu un profil positif dans le Billboard, le magazine comparant Avenged Sevenfold à des groupes comme NOFX, Iron Maiden et Metallica

« Avenged Sevenfold débute à la croisée des chemins. Dans une direction des influences actuels : l'hybride punk/métal actuel connu comme étant du "screamo". Dans l'autre, des groupes plus anciens : les influences de groupes punk comme NOFX et Bad Religion; le heavy metal dynamique des années 80 de Judas Priest, Iron Maiden et Metallica; et une touche de goth. »

« Leurs longues franges, leurs maquillages et leurs yeux noirs établissent des comparaisons aux Misfits. Leurs paroles énigmatiques sont semblables à Iron Maiden. Les chants gutturaux et la percussion mitrailleuse ressemblent aux premières années de Metallica et les riffs de guitare rappellent Crimson Glory. »

La chanson Chapter Four se retrouva dans la bande sonore des jeux vidéo Madden NFL 2004, NHL 2004 et Nascar Thunder 2004, qui a aidé le groupe se reconnaître et de signer un contrat avec Warner Bros. Records. En plus d'être cité dans le Billboard Magazine, le groupe a été cité dans le Boston Globe et participe au Vans Warped Tour,.
En 2004, le groupe participe de nouveau au Vans Warped Tour et obtient son premier succès auprès du public. En effet, le clip de Unholy Confessions est diffusé sur les chaines musicales américaines et la chanson fait partie de plusieurs compilations comme sur Metal=Life et Headbanger's Ball : Vol. II.

## Anniversaire
En mars 2014, le chanteur M. Shadows a révélé dans une interview avec Loudwire que le groupe prévoyait de sortir quelque chose pour le 10e anniversaire de Waking The Fallen :
"Nous allons sortir quelque chose pour le 10e anniversaire de 'Waking The Fallen' qui a 11 ou 12 ans maintenant. On a essayé de penser a quelque chose qu'on pourrait sortir ensemble et on a trouvé de vieilles demos faites avec Teppei [Teranishi] avant même qu'on ne sorte l'album.. On a aussi trouvé d'anciens enregistrements faits avec Jimmy [Sullivan] ou l'on jouait de vieux shows au Henry Fond Theater à Los Angeles ainsi qu'au Ventura Theater. On va sortir un DVD, des demos et ressortir Waking The Fallen pour les nouveaux fans qui n'auraient pas eu l'occasion de l'écouter ou qui ne connaissent pas l'histoire du groupe."
—M. Shadows, interview pour Loudwire, mars 2014
Le pack est nommé 'Waking The Fallen : Resurrected' et sort le 25 août 2014.

## Vidéographie
Une vidéo de concert a été réalisée au Warped Tour 2003 pour le premier single extrait de Waking the Fallen, "Second Heartbeat". Une vidéo a été réalisée pour le deuxième single "Unholy Confessions" le 6 mars 2004, en utilisant des images en live mis sur la piste de studio. Il a présenté des fans, avant et pendant un concert d'Avenged Sevenfold. Selon le chanteur M. Shadows, il a été demandé par leur nouveau label, Warner Bros. Records, afin de faire connaître le groupe avant la sortie de City of Evil.
Cette vidéo est la deuxième tentative à une vidéo sur une piste. La tentative précédente était un concept vidéo créé l'automne précédent (2003). Le groupe n'était pas heureux avec le produit final, cependant, et a choisi de re-tourner la vidéo, cette fois comme une performance live. La nouvelle vidéo est entrée en rotation sur Headbangers Ball.

## Production
Avenged Sevenfold
- M. Shadows – chant
- Zacky Vengeance – guitare rythmique, chœurs
- Synyster Gates – guitare lead, chœurs, piano
- Johnny Christ – guitare basse
- The Rev – batterie, chœurs

Production
- Production et mixage de Andrew Murdockudrock and Fred Archambault
- Ingénieur du son – Fred Archambault and Ai Fujisaki
- Mastering de Tom Baker
- Orchestration de Scott Gilman
- Arrangement des cordes sur I Won't See You Tonight Pt.1 par Valary Dibenedetto